# (6242) 1990 OJ2
A (6242) 1990 OJ2 a Naprendszer kisbolygóövében található aszteroida. Henry Holt fedezte fel 1990. július 29-én.